# Sam Waterston
Samuel Atkinson „Sam” Waterston (ur. 15 listopada 1940 w Cambridge) – amerykański aktor, reżyser, producent filmowy i telewizyjny. Laureat Złotego Globu dla najlepszego aktora w serialu dramatycznym I’ll Fly Again.

## Życiorys

### Wczesne lata
Urodził się w Cambridge, w stanie Massachusetts jako syn Alice Tucker (z domu Atkinson), pejzażystki, i George’a Chychele’a Waterstona, nauczyciela semantyki. Jego ojciec był imigrantem z Leith w Szkocji i był pochodzenia szkocko-angielskiego. Jego matka była pochodzenia angielskiego i była potomkiem pasażerów Mayflower. Wychowywał się z dwiema siostrami – Robertą i Ellen oraz bratem George’em. W 1947 w wieku 6 lat wziął udział w szkolnym przedstawieniu Jeana Anouilha Antygona. Uczęszczał do prywatnej chrześcijańskiej szkoły z internatem Groton School w Groton. Spędził swój pierwszy rok studiów na Sorbonie w Paryżu, gdzie pracował z American Actors Workshop i studiował pod kierunkiem reżysera Johna Berry’ego, który był na czarnej liście Hollywood po nakręceniu filmu dokumentalnego The Hollywood Ten (1950). W 1962 ukończył studia na Uniwersytecie Yale.

### Kariera
Przygodę z aktorstwem na nowojorskiej scenie rozpoczął grając w sztuce Arthura Kopita Och, tato, biedny tata, Mamma powiesiła cię w szafie i czuję się taki smutny; w 1962 w produkcji off-Broadwayowskiej  jako goniec hotelowy z Jo Van Fleet i Barbarą Harris, a w 1963 na Broadwayu w roli Jonathana, niezręcznego syna Madame Rosepettle (Hermione Gingold). Następnie zadebiutował na ekranie w roli Andy’ego, członka zespołu Bobo w dramacie Plastikowa kopuła Normy Jean (The Plastic Dome of Norma Jean, 1965) u boku Marca St. Johna. Po gościnnym udziale w serialu medycznym NBC Doktor Kildare (1965) i serialu policyjnym ABC Nowojorscy gliniarze (N.Y.P.D., 1967), zagrał Toma Wingfielda, syna Amandy (Katharine Hepburn), który pracuje w magazynie, ale aspiruje do bycia pisarzem w telewizyjnej adaptacji sztuki Tennessee Williamsa Szklana menażeria (The Glass Menagerie, 1973) w reż. Anthony’ego Harveya, zdobywając nominację do nagrody Primetime Emmy dla najlepszego aktora drugoplanowego w serialu dramatycznym. W 1973 za rolę Benedicka w komedii Williama Shakespeare’a Wiele hałasu o nic otrzymał teatralną nagrodę Obie. Od 29 października do 10 grudnia 1980 występował jako Robert Oppenheimer w miniserialu BBC Oppenheimer.

## Nagrody i nominacje

### Nagroda Akademii Filmowej
- 1985 - nominacja w kategorii najlepszy aktor pierwszoplanowy dla Pola śmierci

### Brytyjska Akademia Sztuk Filmowych i Telewizyjnych
- 1985 - nominacja w kategorii najlepszy aktor dla Pola śmierci
- 1981 - nominacja w kategorii najlepszy aktor dla Oppenheimer

### Nagroda Emmy
- 2000 - nominacja w kategorii najlepszy aktor pierwszoplanowy w serialu TV dla Prawo i porządek
- 1999 - nominacja w kategorii najlepszy aktor pierwszoplanowy w serialu TV dla Prawo i porządek
- 1997 - nominacja w kategorii najlepszy aktor pierwszoplanowy w serialu TV dla Prawo i porządek
- 1996 - nagroda w kategorii najlepszy serial dokumentalny dla Zagubione cywilizacje (Lost Civilizations, 1995)
- 1994 - nominacja w kategorii najlepszy aktor pierwszoplanowy w filmie TV dla Odlecieć stąd: wtedy i teraz (I'll Fly Away: Then and Now, 1993)
- 1993 - nominacja w kategorii najlepszy aktor pierwszoplanowy w serialu TV dla Odlecieć stąd (I'll Fly Away)
- 1992 - nominacja w kategorii najlepszy aktor pierwszoplanowy w serialu TV dla Odlecieć stąd (I'll Fly Away)
- 1974 - nominacja w kategorii najlepszy aktor drugoplanowy w filmie dramatycznym dla Szklana menażeria

### Złoty Glob
- 1995 - nominacja w kategorii najlepszy aktor pierwszoplanowy w serialu TV dla Prawo i porządek
- 1993 - nagroda w kategorii najlepszy aktor pierwszoplanowy w serialu dla Odlecieć stąd (I'll Fly Away)
- 1992 - nominacja w kategorii najlepszy aktor pierwszoplanowy w serialu dla Odlecieć stąd (I'll Fly Away)
- 1985 - nominacja w kategorii najlepszy aktor w filmie dramatycznym dla Pola śmierci
- 1981 - nominacja w kategorii najlepszy aktor w miniserialu dla Oppenheimer
- 1975 - nominacja w kategorii najlepszy aktor drugoplanowy w filmie dramatycznym Wielki Gatsby
- 1975 - nominacja w kategorii obiecująca nowa twarz w filmie dramatycznym Wielki Gatsby

### Nagroda Satelita
- 2000 - nominacja w kategorii najlepszy aktor pierwszoplanowy w serialu TV dla Prawo i porządek
- 1998 - nominacja w kategorii najlepszy aktor pierwszoplanowy w serialu TV dla Prawo i porządek

### Screen Actors Guild
- 2004 - nominacja w kategorii najlepszy aktor pierwszoplanowy w serialu TV dla Prawo i porządek
- 2002 - nominacja w kategorii najlepszy aktor pierwszoplanowy w serialu TV dla Prawo i porządek
- 2001 - nominacja w kategorii najlepszy aktor pierwszoplanowy w serialu TV dla Prawo i porządek
- 2000 - nominacja w kategorii najlepszy aktor pierwszoplanowy w serialu TV dla Prawo i porządek
- 1999 - nagroda w kategorii najlepszy aktor pierwszoplanowy w serialu TV dla Prawo i porządek
- 1998 - nominacja w kategorii najlepszy aktor pierwszoplanowy w serialu TV dla Prawo i porządek
- 1997 - nominacja w kategorii najlepszy aktor pierwszoplanowy w serialu TV dla Prawo i porządek
- 1996 - nominacja w kategorii najlepszy aktor pierwszoplanowy w serialu TV dla Prawo i porządek
- 1995 - nominacja w kategorii najlepszy aktor pierwszoplanowy w serialu TV dla Prawo i porządek

## Wybrana filmografia
- 1973: Szklana menażeria (The Glass Menagerie) jako Tom Wingfield
- 1974: Wielki Gatsby (The Great Gatsby) jako Nick Carraway
- 1978: Wnętrza (Interiors) jako Mike
- 1979: Orle skrzydło (Eagle’s Wing) jako White Bull
- 1980: Wrota niebios (Heaven’s Gate) jako Frank Canton
- 1980: Gra w klasy (Hopscotch) jako Joe Cutter
- 1984: Pola śmierci (The Killing Fields) jako Sydney Schanberg
- 1985: Sygnał ostrzegawczy (Warning Sign) jako szeryf Morse
- 1986: Hannah i jej siostry (Hannah and Her Sisters) jako David
- 1987: Wrzesień (September) jako Peter
- 1987: Diabelski raj (Des Teufels Paradies) jako Jones
- 1989: Zbrodnie i wykroczenia (Crimes and Misdemeanors) jako Ben
- 1990: Mindwalk jako Jack Edwards
- 1991– 1993: Odlecieć stąd (I’ll Fly Away, serial TV) jako Forrest Bedford
- 1993: Odlecieć stąd: wtedy i teraz (I’ll Fly Away: Then and Now, film TV) jako Forrest Bedford
- 1994: W czym mamy problem? (Serial Mom) jako Eugene Sutphin
- 1994–2010, 2022–2024: Prawo i porządek (Low & Order, serial TV) jako Jack McCoy
- 1995: Nixon jako Richard Helms
- 1996: Dziedzictwo (The Propetrior) jako Harry Bancroft
- 2002: Projekt Laramie (The Matthew Shepard Story) jako Dennis Shepard
- 2015–2022: Grace i Frankie (Grace and Frankie, serial TV) jako Sol Bergstein